# 1225
Cette page concerne l'année 1225  du calendrier julien. Pour l'année 1225 av. J.-C., voir 1225 av. J.-C.
L'année 1225 est une année commune qui commence un mercredi.

## Événements
- Printemps : Gengis Khan s’installe en Mongolie sur les rives de Toula où il passe l’hiver 1225-1226[1].
- 25 juillet : prise de Tabriz par Jalal ad-Din[2], qui après s’être fait proclamer souverain d’Azerbaïdjan, envahit la Géorgie et bat à deux reprises l’armée géorgienne en août et en décembre [3].
- 7 octobre :  début du règne de Az-Zahir, calife abbasside (fin en 1226)
- 9 novembre, Brindisi : l'empereur Frédéric II épouse Yolande, la fille de Jean de Brienne, et devient ainsi roi de Jérusalem en vertu du droit féodal[4].

- La dynastie Trần règne sur Đại Việt au Viêt Nam. Trần Thủ Độ prend le pouvoir à l'issue d'une longue guerre civile entre les Lý et les Trần. Le dernier souverain de la dynastie Lý, Lý Huệ Tông, abdique en faveur de sa fille Lý Chiêu Hoàng, âgée de 7 ans, qui épouse Trần Thái Tông, neveu de Trần Thủ Độ, et abdique l'année suivante en sa faveur (fin de règne en 1258)[5].
- La tribu turque Oghuz des Kayi (futurs Ottomans) est établie dans la région d’Ahlat, sur le lac de Van (Arménie), dirigée par un certain Suleyman[6] (il ne semble pas quelle soit islamisée).

### Europe
- 25 janvier : le pape Honorius III ordonne que l’on brûle De divisione naturae de Jean Scot Erigène (865), condamné par le concile de Sens[7].
- 11 février[8] : la Grande Charte est renouvelée en Angleterre.
- 12 juin : testament de Louis VIII qui constitue les apanages pour ses fils puînés[9].
- 29 novembre : ouverture du concile de Bourges par le légat Romano Frangipani pour relancer la croisade des Albigeois (fin le 28 janvier 1228)[10].

- Défaite de l'empereur latin d'Orient face aux Grecs de Nicée à Poimanénon[11]. Sur mer, l'empire de Nicée reconquiert Samos, Chios et Lesbos[12].
- Concile cathare de Pieusse. Benoît de Termes est ordonné évêque du Razès[13].
- Levée de décimes sur le clergé (un dixième pour cinq ans en France et un quinzième en Angleterre)[14].
- Le podestat de Modène envoie en exil les chefs de factions.